# Ладислав Павлович
Ладислав Павлович (словац. Ladislav Pavlovič; 8 квітня 1926, Пряшів — 28 січня 2013, Пряшів) — чехословацький футболіст, що грав на позиції нападника.
Виступав, зокрема, за клуб «Татран», а також національну збірну Чехословаччини.

## Клубна кар'єра
У дорослому футболі дебютував 1950 року виступами за команду «Татран», в якій провів три сезони. 
Протягом 1954—1955 років захищав кольори клубу «Інтер» (Братислава).
У 1956 року повернувся до клубу «Татран», за який відіграв 10 сезонів. Завершив професійну кар'єру футболіста виступами за команду «Татран» у 1966 році.

## Виступи за збірну
У 1952 році дебютував в офіційних матчах у складі національної збірної Чехословаччини.
У складі збірної був учасником чемпіонату Європи 1960 року у Франції, на якому команда здобула бронзові нагороди.
Загалом протягом кар'єри в національній команді, яка тривала 9 років, провів у її формі 14 матчів, забивши 2 голи.
Помер 28 січня 2013 року на 87-му році життя у місті Пряшів.

## Титули і досягнення
1960-1961 (17 gol, a pari merito con Rudolf Kučera), 1963-1964 (21)